# Parque Deportivo Urbano de Ariake
Parque Deportivo Urbano de Ariake (en japonés: 有明アーバンスポーツパーク, romanizado: Ariake ābansupōtsupāku) es un recinto deportivo en el sur de la capital japonesa, Tokio, Japón. Más precisamente en el distrito de Ariake del barrio Kōtō de la prefectura de Tokio.
El parque deportivo se ubica frente al Parque de tenis de Ariake. El Parque Deportivo Urbano de Ariake acogió las primeras competiciones olímpicas de skateboarding y BMX freestyle en los Juegos Olímpicos de 2020. Las carreras de BMX también se llevaron a cabo aquí.